# Lijst van nummer 1-hits in de Luxemburgse Digital Songs in 2009
Deze hits stonden in 2009 op nummer 1 in de Luxemburgse Digital Songs hitlijst die gepubliceerd wordt door Billboard en samengesteld wordt door Nielsen SoundScan.
| Datum        | Artiest             | Titel            |
| ------------ | ------------------- | ---------------- |
| 19 september | The Black Eyed Peas | I gotta feeling  |
| 26 september | David Guetta & Akon | Sexy bitch       |
| 3 oktober    | David Guetta & Akon | Sexy bitch       |
| 10 oktober   | David Guetta & Akon | Sexy bitch       |
| 17 oktober   | David Guetta & Akon | Sexy bitch       |
| 24 oktober   | David Guetta & Akon | Sexy bitch       |
| 31 oktober   | Robbie Williams     | Bodies           |
| 7 november   | Robbie Williams     | Bodies           |
| 14 november  | Robbie Williams     | Bodies           |
| 21 november  | Robbie Williams     | Bodies           |
| 28 november  | Rihanna             | Russian roulette |
| 5 december   | Rihanna             | Russian roulette |
| 12 december  | The Black Eyed Peas | Meet me halfway  |
| 19 december  | The Black Eyed Peas | Meet me halfway  |
| 26 december  | The Black Eyed Peas | Meet me halfway  |

2009 ·
2010 ·
2011 ·
2012 ·
2013 ·
2014 ·
2015 ·
2016 ·
2017 ·
2018 ·
2019
- Nederland (Top 40)
- Nederland (Single Top 100)
- Nederland (3FM Mega Top 50)
- Nederland (Kink 40)
- Nederland (DVD Top 30)
- Vlaanderen (Radio 2 Top 30)
- Vlaanderen (Ultratop 50)
- Vlaanderen (Top 30 van Ultratop)
- Vlaanderen (De Afrekening)
- Wallonië
- Australië
- Canada
- Denemarken
- Duitsland
- Frankrijk
- Ierland
- Italië
- Luxemburg
- Nieuw-Zeeland
- Noorwegen
- Oostenrijk
- Spanje
- Verenigd Koninkrijk
- Verenigde Staten (Hot 100)
- Zweden
- Zwitserland